# Biebelsheim

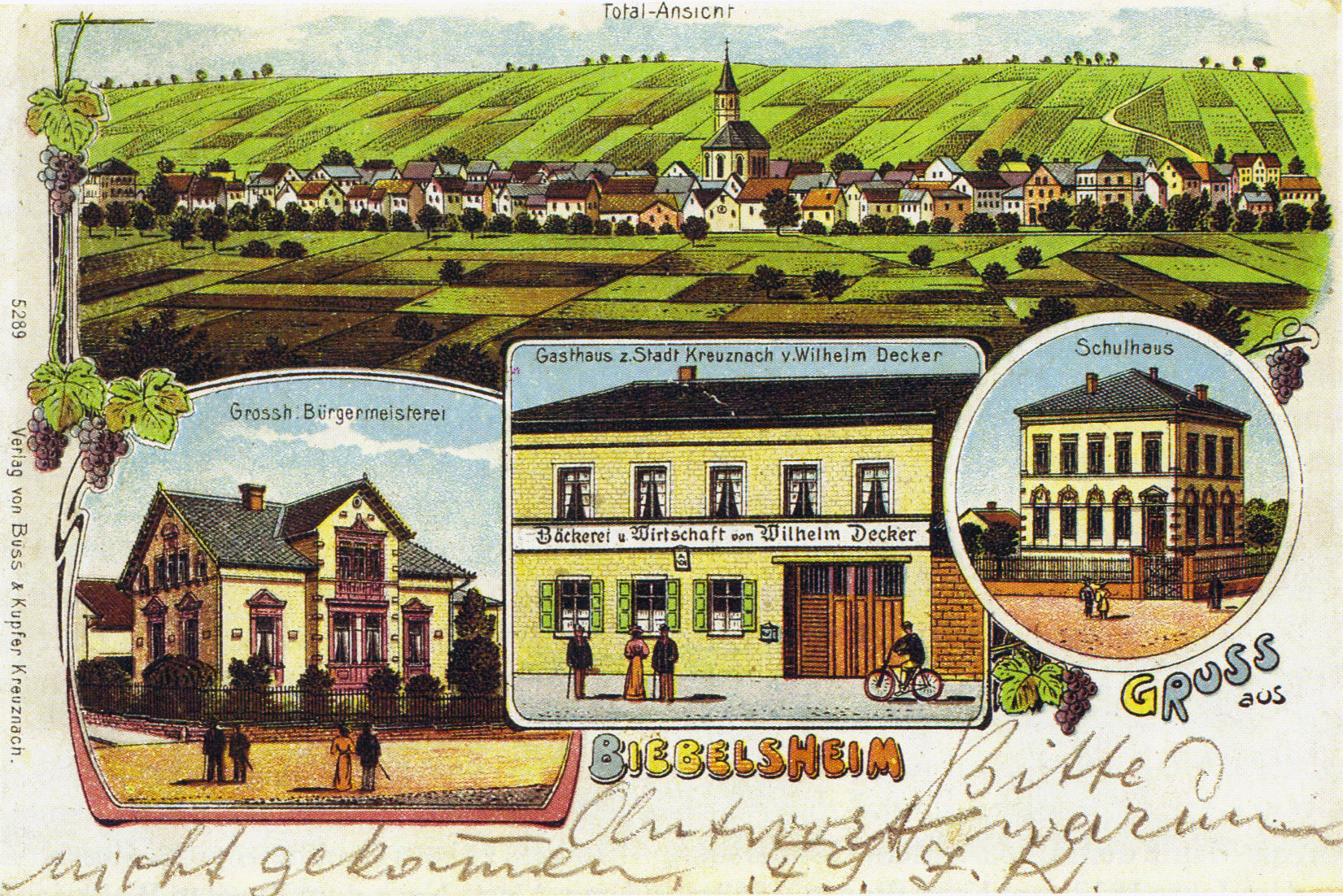
Historische Postkarte, 1905

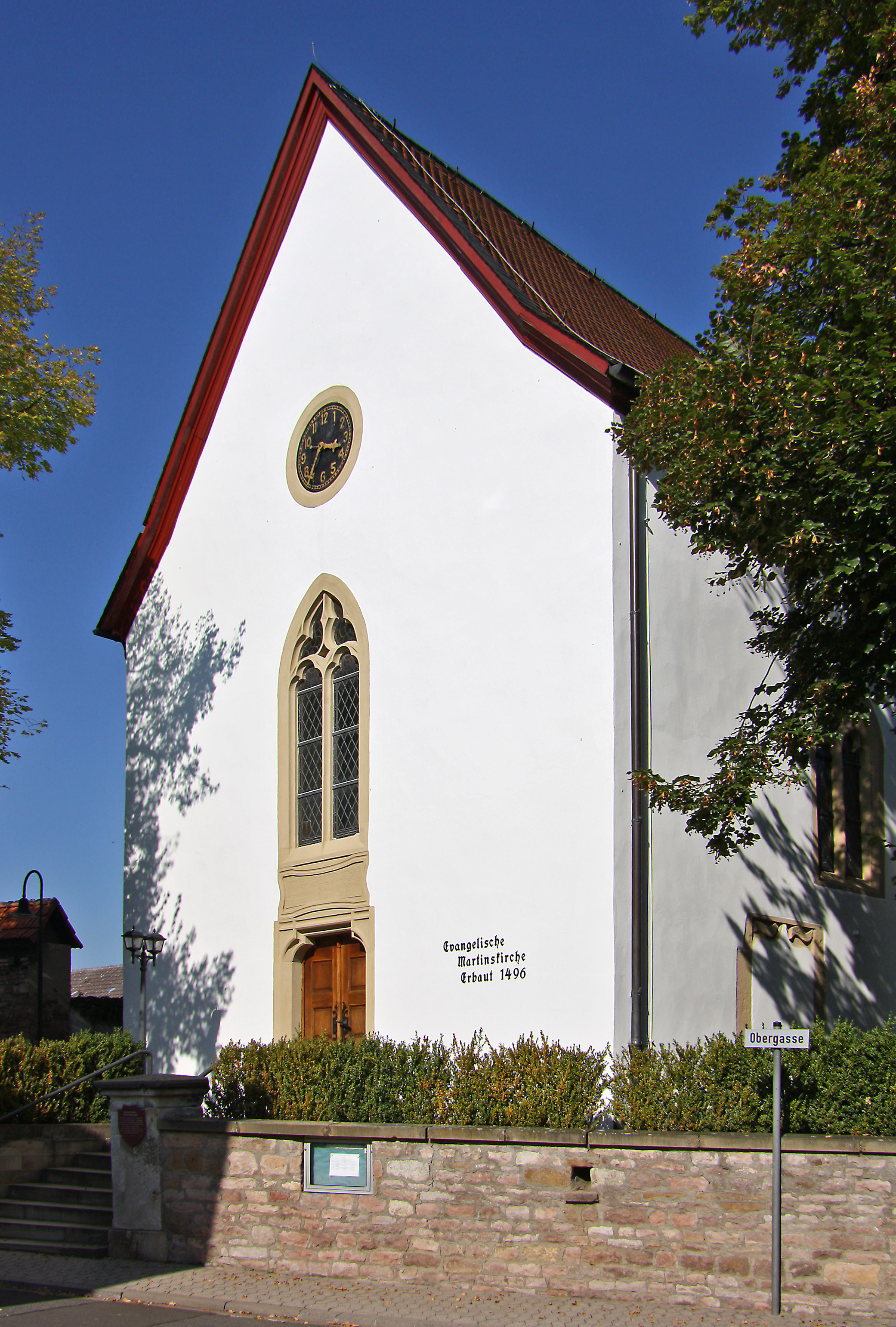
Evangelische Martinskirche, erbaut 1496

Biebelsheim ist eine Ortsgemeinde im Landkreis Bad Kreuznach in Rheinland-Pfalz. Sie gehört der Verbandsgemeinde Bad Kreuznach an.

## Geschichte
Der Ort gehörte schon früh als Exklave zur Grafschaft Falkenstein. Zunächst regierten diese die Herren von Bolanden, welche 1418 von den Grafen von Virneburg beerbt wurden. Über verschiedene Eigentümer gingen die Grafschaft Falkenstein und mit ihm das Dorf Biebelsheim 1667 an den Herzog von Lothringen über. Durch die Heirat des Lothringer Herzogs Franz Stephan mit Maria Theresia von Habsburg, kam Biebelsheim an Österreich und unterstand dem Oberamt Winnweiler des Reichsteils Vorderösterreich.
Biebelsheim mit seinem Umland war ab Dezember 1792 zumeist französisch besetzt und wurde beim Friedensschluss von Campo Formio (1797), aufgrund seiner vorherigen österreichischen Zugehörigkeit an Frankreich abgetreten, wo es bis 1814 verblieb. In dieser Zeit gehörte es zum französischen Département du Mont-Tonnerre mit Regierungssitz in Mainz und bildete mit Ippesheim eine gemeinsame Bürgermeisterei, die bis 1901 existierte.
1814 bis 1816 bestand eine gemeinsame österreichisch-bayerische Verwaltung in Kreuznach (später in Worms), 1816 fiel die Gemeinde an das Großherzogtum Hessen, seit 1946 gehört sie zum damals neu gebildeten Land Rheinland-Pfalz.
Bevölkerungsentwicklung
Die Entwicklung der Einwohnerzahl von Biebelsheim, die Werte von 1871 bis 1987 beruhen auf Volkszählungen:
| Jahr | Einwohner |
| 1815 | 317       |
| 1835 | 435       |
| 1871 | 384       |
| 1905 | 437       |
| 1939 | 390       |
| 1950 | 514       |

| Jahr | Einwohner |
| 1961 | 435       |
| 1970 | 418       |
| 1987 | 512       |
| 2005 | 555       |
| 2022 | 696       |

## Politik

### Gemeinderat
Der Gemeinderat in Biebelsheim besteht aus zwölf Ratsmitgliedern, die bei der Kommunalwahl am 9. Juni 2024 in einer Mehrheitswahl gewählt wurden, und der ehrenamtlichen Ortsbürgermeisterin als Vorsitzender.

### Bürgermeister
Ortsbürgermeisterin ist Gabriele Schwarz-Müller. Bei der Direktwahl am 26. Mai 2019 wurde sie mit einem Stimmenanteil von 88,08 % gewählt und ist damit Nachfolgerin von Markus Haas, der nicht mehr kandidiert hatte. Bei der Direktwahl am 9. Juni 2024 wurde sie ohne Gegenkandidat mit 83,7 % der Stimmen in ihrem Amt bestätigt.

### Wappen
Die Wappenbeschreibung lautet: „In geteiltem Schild oben ein goldener Buchstabe B in Rot, unten drei rote sechszackige Sterne in Gold“.
Der Buchstabe B verweist auf den Ortsnamen (→ Initialwappen). Gold und Rot waren die Farben der Herren von Bolanden sowie ihrer Nachfolger im Besitz der Reichsgrafschaft Falkenstein, der Grafen von Virneburg und der Herren von Daun. Die drei Sterne entstammen dem Biebelsheimer Gerichtssiegel aus dem Jahr 1537.

## Wirtschaft und Infrastruktur

### Weinbau
Biebelsheim gehört zum „Weinbaubereich Bingen“ im Anbaugebiet Rheinhessen. Im Ort sind 15 Weinbaubetriebe tätig, die bestockte Rebfläche beträgt 109 Hektar. Etwa 63 % des angebauten Weins sind Weißweinrebsorten (Stand 2007). Im Jahre 1979 waren noch 36 Betriebe tätig, die damalige Rebfläche betrug 123 Hektar.

### Verkehr
- Biebelsheim liegt unweit der Bundesstraße 41, Landesstraße 400 (ehemals Bundesstraße 50) und der Bundesautobahn 61.
- In Gensingen ist ein Bahnhof, an dem Züge der Nahetalbahn und der Rheinhessenbahn halten.